# Cotana erectilinea
Cotana erectilinea är en fjärilsart som beskrevs av Bethune-Baker 1910. Cotana erectilinea ingår i släktet Cotana och familjen Eupterotidae. Inga underarter finns listade i Catalogue of Life.